# Elizabeth Kenny

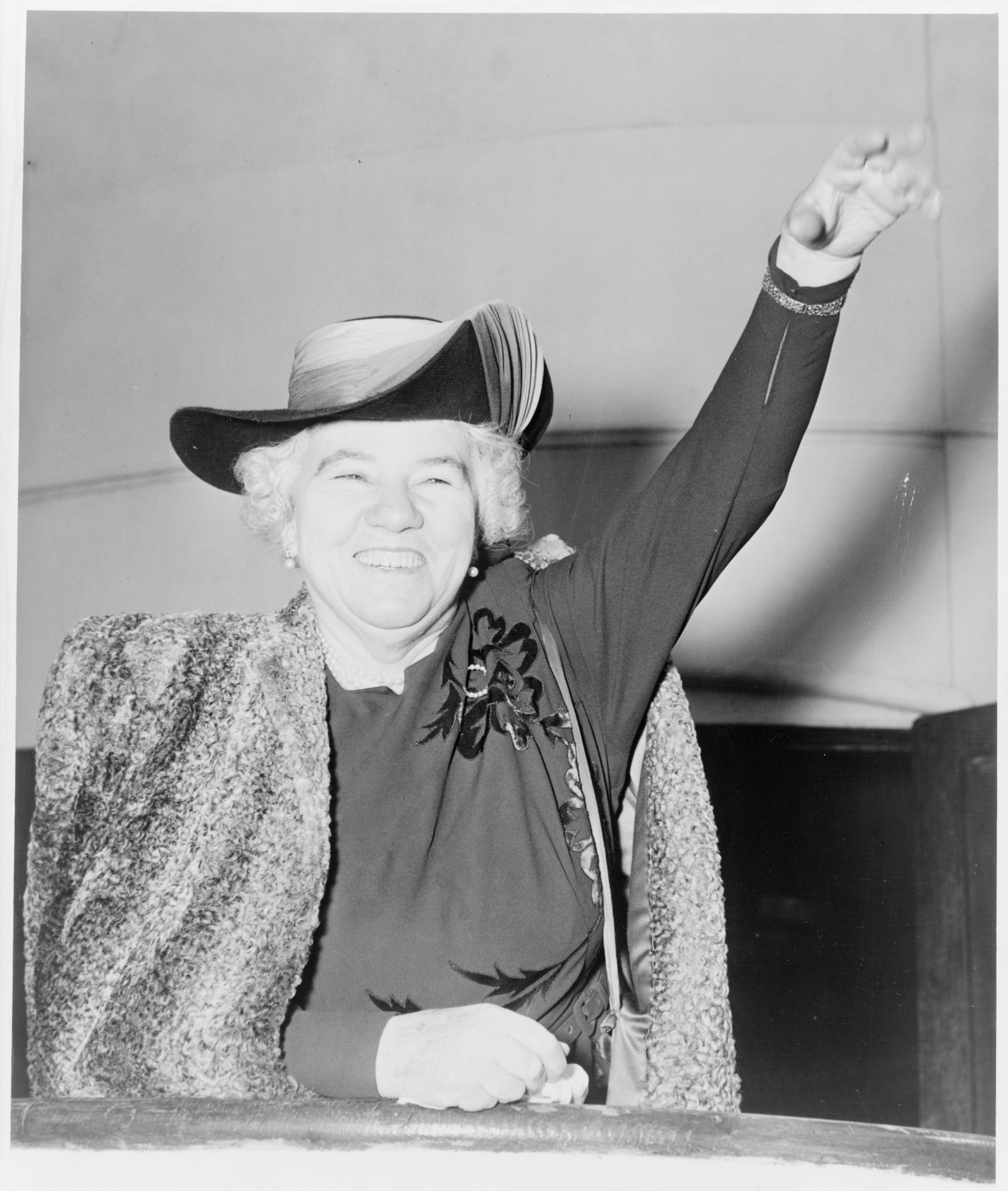
Elizabeth Kenny 1950

Elizabeth Kenny (geboren am 20. September 1880 in Warialda; gestorben am 30. November 1952 in Toowoomba) war eine australische Krankenschwester, die durch ihre neuartige Behandlungsmethode für Kinderlähmung mittels Physiotherapie weithin bekannt wurde. Ihre Lebensgeschichte wurde 1946 in dem Film Sister Kenny porträtiert.

## Leben
Elizabeth Kenny wurde am 20. September 1880 geboren. Nach eigener Aussage begann sich die Siebzehnjährige nach einem Reitunfall für Anatomie und Medizin zu interessieren und arbeitete mehrere Jahre als autodidaktische Pflegerin im australischen Outback, meist ohne weitere ärztliche Begleitung. 1907 soll sie in Guyra eine formale Pflegerausbildung erhalten haben, Aufzeichnungen hierzu gab es nicht.
1909 kehrte sie nach Nobby in Queensland zurück und wirkte als Krankenschwester, dann zog sie nach Clifton, wo sie 1911 ein Landkrankenhaus eröffnete. In dieser Zeit, nach eigener Aussage 1910, behandelte sie erstmals Fälle von Kinderlähmung, wofür sie Wärmekissen, Massage und Entspannungsübungen verwendete, was angeblich bei einem Großteil ihrer Patienten zur teilweisen oder vollständigen Genesung führte. Da Polio damals in Australien wenig verbreitet war und es keine medizinischen Aufzeichnungen der Fälle gab, ist diese Überlieferung (etwa auch die Diagnose Poliomyelitis) umstritten.

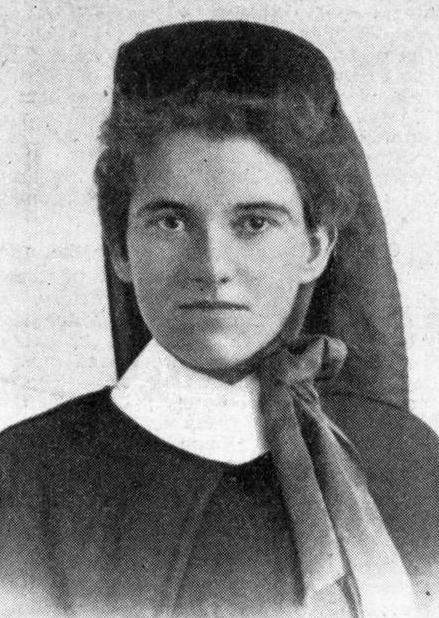
Elizabeth Kenny im August 1915

Mit einem Arztbrief als Qualifikationsbestätigung trat Kenny 1915 in den Dienst der Armee und behandelte im Ersten Weltkrieg Verletzte auf Truppentransportern. 1917 wurde sie in den Rang einer „Schwester“ (entsprechend einem Leutnant) erhoben, den sie von nun an als Titel trug. Da sich im Commonwealth nur formell ausgebildetes Pflegepersonal und Ordensangehörige Schwester nennen durften, wurde sie hierfür später vielfach kritisiert. 1919 schied sie ehrenvoll aus dem Militärdienst aus und kehrte nach Nobby in Queensland zurück.
In der ländlichen Umgebung fuhr sie mit der Krankenbetreuung fort, wurde Präsidentin des lokalen Frauenvereins und ließ die von ihr verbesserte Trage „Sylvia“ patentieren. Die Erlöse der Vermarktung stiftete sie der australischen Landfrauenbewegung (Country Women’s Association). Sie adoptierte ein Mädchen namens Mary Stewart, welches ihr fortan zur Hand ging.

### Behandlung der Poliomyelitis
Nach einem Behandlungserfolg bei einer Polio-Patientin in Townsville eröffnete sie 1932 eine Klinik in der Stadt und behandelte Patienten mit langjähriger Kinderlähmung sowie Cerebralparese. Im Gegensatz zur klassischen Medizin bestand die langwierige und nicht stets erfolgreiche Behandlung aus Wärme- und Bewegungstherapie, statt die betroffenen Körperteile zu schienen und ruhigzustellen. Diese Therapie war in der Fachwelt höchst umstritten und wurde in mehreren Untersuchungen als unwirksam kritisiert; angesichts von Kennys Erfolgen wuchs jedoch der politische Druck, sie auch andernorts einzuführen. 1934 wurden Behandlungszentren in Townsville und Brisbane eröffnet, in den Folgejahren bis 1940 im ganzen Land. Die Behandlung von akuten Fällen wurde ihr jedoch verwehrt, auch wenn ein eigenmächtig von ihr behandelter Patient keine Folgeschäden der Krankheit davontrug.
Sie publizierte ihr erstes Fachbuch 1937 und wurde in England sowie 1940 in den USA in Minnesota empfangen, wo sie erneut die Fachwelt mit ihren eigenen Theorien zur Behandlung von Lähmungserkrankungen konfrontierte. Stets zunächst misstrauisch empfangen, wurde die Behandlung nach klinischen Erfolgen akzeptiert. 1942 wurde in Minneapolis das Sister-Kenny-Institute eröffnet, 1943 wurde ihre Methode auch von ihrem Koautor John Pohl empfohlen und in den Vereinigten Staaten wurden zahlreiche Kliniken für die Kenny-Behandlung eingerichtet, 1946 wurde der Film Sister Kenny über ihr Leben gedreht.

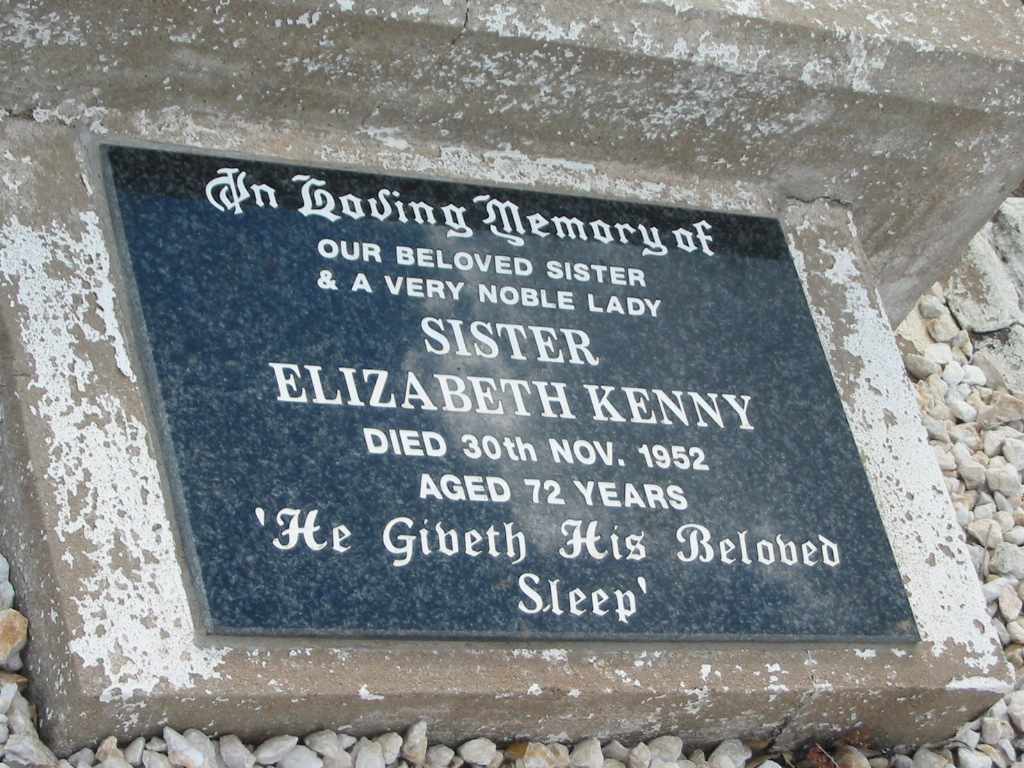
Grabstein Kennys in Nobby.

1951 zog sie sich, an der Parkinson-Krankheit erkrankt, in den Ruhestand nach Toowoomba zurück, wo sie im Folgejahr starb. In Nobby wurde sie neben ihrer Mutter beigesetzt, ihre Adoptivtochter führte ihr Werk fort. Kenny behandelte nur etwas über tausend Fälle, ihre Methode bewahrte weltweit über die Jahre Tausende von Menschen vor einem Leben als körperlich Behinderte. Auch in zeitgenössischer Belletristik fand die revolutionäre Methode ihren Niederschlag.

## Weitere Ehrungen
- Kenny erhielt Ehrendoktorate von der Rutgers University und der University of Rochester.[5]
- Laut Gallup-Umfragen führte Kenny 1951 die Liste der am meisten bewunderten Frauen in den USA an.
- Die Suchmaschine Google hat Kenny 2022 ein Doodle gewidmet.[7]

## Werke
- Infantile Paralysis and Cerebral Diplegia. Angus and Robertson, Sydney 1937
- The Treatment of Infantile Paralysis in The Acute Stage. Bruce Publishing, Minneapolis 1941
- mit John Pohl: The Kenny Concept of Infantile Paralysis And Its Treatment. Bruce Publishing, Minneapolis 1943
- And They Shall Walk. Autobiographie mit Unterstützung durch Martha Ostenso, Dodd, Mead, New York 1943
- My Battle and Victory: History of The Discovery of Poliomyelitis as a Systemic Disease. Robert Hale, London 1955 (postum).

## Bekannte Patienten der Kenny-Methode
- Alan Alda (* 1936), US-Schauspieler
- Peg Kehret (geborene Schulze 1936), Autorin
- Marjorie Lawrence (1907–1979), Opernsängerin
- Joy McKean (* 1930), Sängerin (von Kenny persönlich behandelt)
- Martin Sheen (* 1940), Schauspieler
- Dinah Shore (1916–1994), Sängerin
- Robert Anton Wilson (1932–2007), Schriftsteller
- ein Neffe der Schauspielerin Rosalind Russell (1907–1976), welche Kenny 1946 darstellte